# Мира, Эухенио
Эухенио Мира (исп. Eugenio Mira; род. 1977) — испанский режиссёр и композитор.

## Биография
После окончания средней школы и музыкального училища по классу игры на фортепиано он переехал в Мадрид, чтобы поступить в киношколу Septima Ars Madrid, где работал в испанской киноиндустрии в качестве первого помощника режиссёра, в художественном отделе и в мире рекламы. Его дебютный короткометражный фильм «Увядание» (2000) привлёк внимание Гильермо дель Торо, который поддерживал его карьеру с самого начала, познакомив его со своим агентом Робертом Ньюманом (WME).
Полнометражный дебют Эухенио Мира «День рождения» (2004) стал культовым после того, как получил несколько наград на первом фестивале Fantastic Fest (Остин, Техас).
Помимо своей работы в качестве режиссёра, сценариста и композитора, Мира также принимал участие в съёмках проектов своих на множестве других должностей, от помощника режиссёра на «Невозможном» (Хуан Антонио Байона, 2012) до актёра, играющего героя Роберта Де Ниро в молодости в триллере «Красные огни» (Родриго Кортес, 2011).
Его саундтрек к фильму Начо Вигалондо «Временна́я петля» (2007) был выпущен Mondo на специальном виниле ограниченным тиражом.